# 美珠螺
美珠螺（学名：Lunella cinerea），舊屬原始腹足目蝾螺科，今屬古腹足目蠑螺科珠螺屬。主要分布于马来西亚、印度尼西亚、台湾，常栖息在浅海。